# Rottevalle

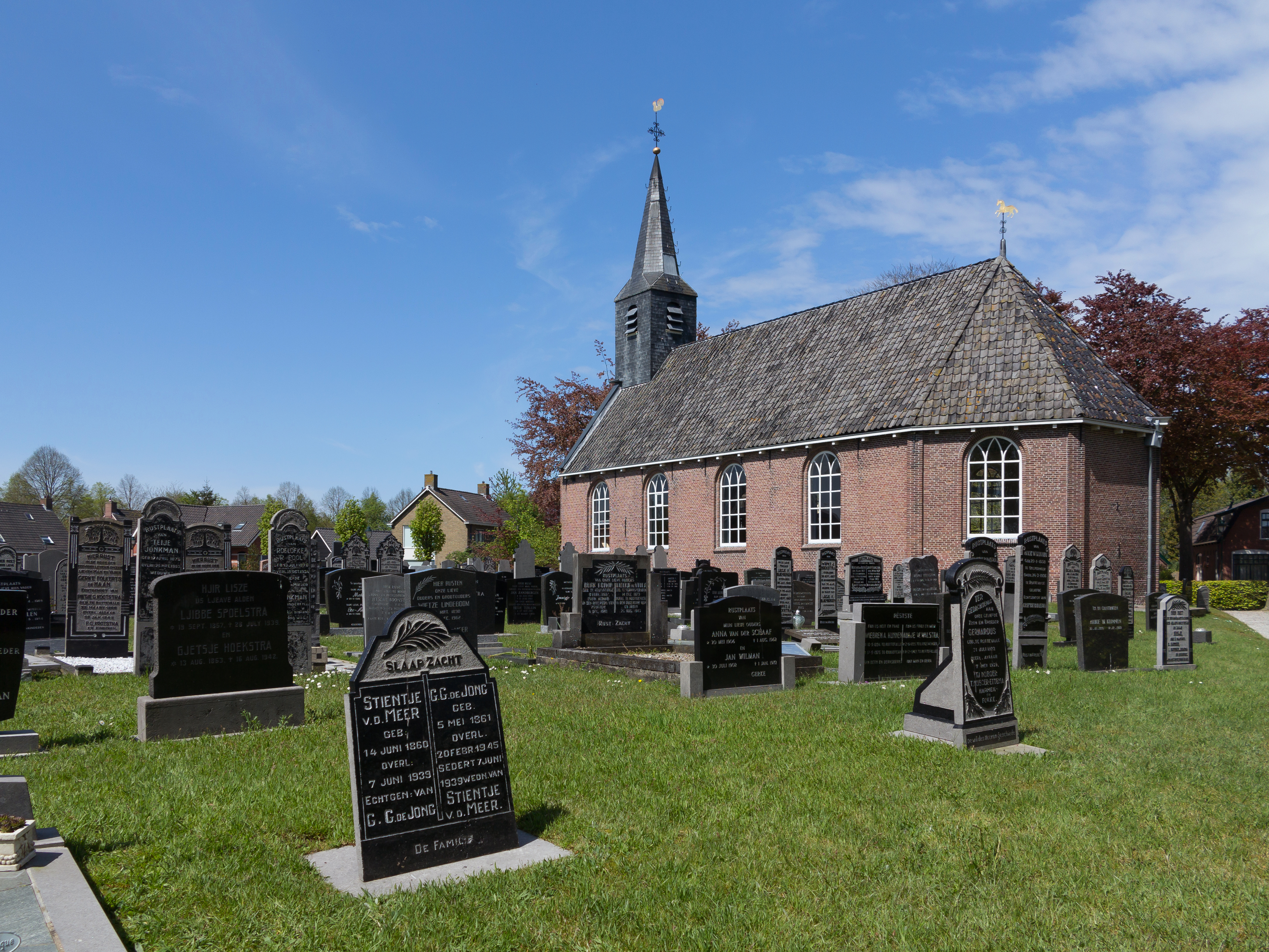
Rottevalle, église protestante

Rottevalle est un village situé dans la commune néerlandaise de Smallingerland, dans la province de la Frise. Son nom en frison est Rottefalle. Le 1er janvier 2008, le village comptait 1 357 habitants.